# Ziaelas
Ziaelas (zm. ok. 229 p.n.e.; stgr. Ζιαήλας, Ziaēlas) – król Bitynii od ok. 250 p.n.e. do swej śmierci. Syn króla Bitynii Nikomedesa I i jego pierwszej żony, królowej Ditizele z Frygii.
Około roku 250 p.n.e., po śmierci ojca Nikomedesa I, Ziaelas miał problemy z objęciem tronu, bowiem macocha Etazeta objęła rządy w imieniu dwóch swoich nieletnich synów. Ziaelas, obawiając się o swe życie, uciekł do Armenii, gdzie uzyskał schronienie na dworze króla, zapewne Arsamesa. Starał się odzyskać tron siłą. Wrócił do ojczyzny, dzięki wsparciu Galatów, stopniowo odzyskując Bitynię. Chociaż Etazeta była popierana przez sąsiednie miasta oraz Antygona II Gonatasa, króla Macedonii, Ziaelas szybko zajął pierwszą część kraju, potem resztę, zmuszając macochę i jej synów do ucieczki na dwór Antygona w Macedonii. Założył, tak jak ojciec i dziadek, nowe miasto Ziela, nazwane od jego imienia; jego lokalizacja jest nieznana.
Został zgładzony przez Galatów, którzy zostali wcześniej pokonani w bitwie pod Pergamonem przez Attalosa. Z nieznaną żoną miał syna Prusjasza I, który objął po nim tron.